# Anatole Ferrant
Anatole Ferrant, né le 9 janvier 1886 à Mauvières (Indre) et mort le 14 novembre 1972 à Étampes (Essonne), est un homme politique français.

## Détail des fonctions et des mandats
Mandat parlementaire
- 7 novembre 1948 - 18 juin 1955 : Sénateur de l'Indre